# Ампара (округ)
Ампара (синг. අම්පාර දිස්ත්‍රික්කය, там. அம்பாறை மாவட்டம்) — один из 25 округов Шри-Ланки. Входит в состав Восточной провинции страны. Административный центр — город Ампара.
Площадь округа составляет 4415 км². В административном отношении подразделяется на 20 подразделений. Округ был образован в апреле 1961 года в результате отделения южной части от округа Баттикалоа.
Население по данным переписи 2012 года составляет 648 057 человек. 43,59 % населения составляют ларакалла; 38,73 % — сингальцы; 17,40 % — ланкийские тамилы; 0,03 % — индийские тамилы и 0,25 % — другие этнические группы. 43,63 % населения исповедуют ислам; 38,61 % — буддизм; 15,81 % — индуизм; 1,95 % — христианство.
Динамика численности населения:
| 1963    | 1971    | 1981    | 2001    | 2007    | 2012    |
| ------- | ------- | ------- | ------- | ------- | ------- |
| 211 732 | 272 605 | 388 970 | 592 997 | 610 719 | 648 057 |